# Штрютцель, Отто Леопольд

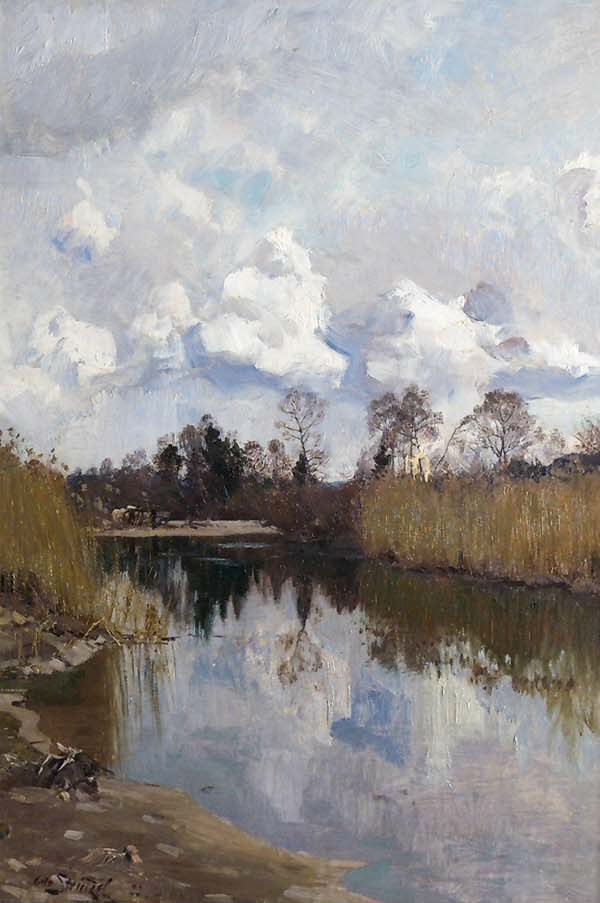
Воды Изара

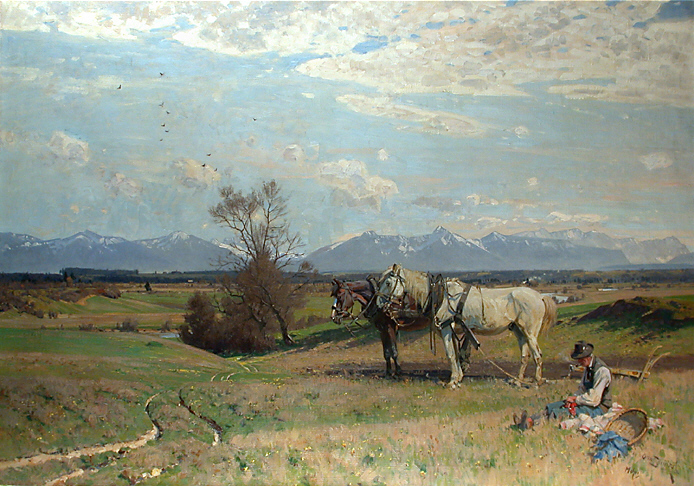
Отдых крестьянина на пашне

Леопольд Отто Штрютцель (нем. Leopold Otto Strützel; 2 сентября 1855, Дессау — 25 декабря 1930, Мюнхен) — немецкий художник-пейзажист, анималист, график и иллюстратор.

## Биография

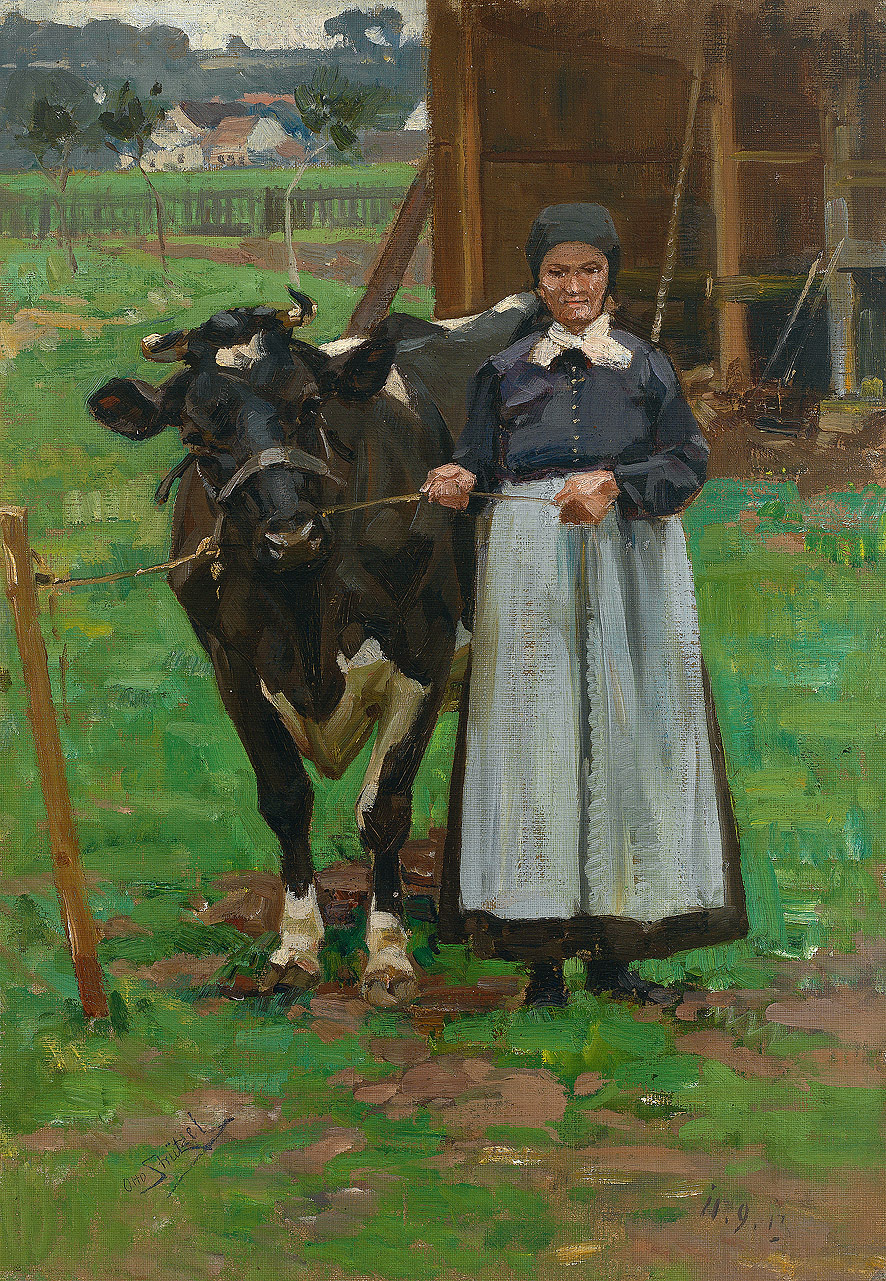
Крестьянка с коровой

Штрютцель был вторым ребёнком в семье владельца пошивочной мастерской Леопольда Д. Стрютцеля, профессия отца способствовала становлению художника как анималиста. Самые первые известные картины маслом были написаны им в 1869 году. После смерти отца в 1870 году, он зарабатывал на жизнь своими работами. При поддержки неизвестного мецената с 1871 году учился в художественной школе в Лейпциге. Учебные туры он проводил в Тироле (1875), в Мёнхенгладбахе (1878) и в Гарце (1879). После службы в армии в 1879 году отправился в Дюссельдорфскую академию художеств к Карлу Ирмеру и Дюкеру Ойгену. Предположительно с лета 1880 года он путешествовал по Гессену, где он вошёл Виллингсхаузенскую художественную колонию.
В 1883 году он выставил свои картины в Стеклянном дворце в Мюнхене, где на его работы обратил внимание Генрих фон Цюгель. В этом же году он был приглашён на стажировку в Мурхардт. Штрютцель впервые посетил Дахау. В Дюссельдорфе сблизился с молодым художником-импрессионистом Хуго Мюлигом, что последствии привело к почти одинаковому по стилю работ и сюжету.
В 1885 году женился на шведке Марии Альстрём, от этого брака родилась дочь Аста. Свой медовой месяц они провели в Швеции.
С 1885 году вплоть до своей кончины жил в Мюнхене, проводя лето в Дахау. В 1892 году совершил поездку на Готланд, в 1906 и 1907 годах посетил Нанси, в 1906-м — Боденское озеро.
В 1903 году стал баварским поданным, а в 1904 году получил звание королевского профессора.

## Работы
Художник в основном занимался пейзажем, в которых передний план занимают домашние животные и сельские жители. Основные направления живописи — лошадь или бык на переднем плане, крестьяне на пашне, пастух со стадом, окрестности Дахау, берега реки Изар в Мюнхене и т. д. Некоторые из своих работ он по несколько раз переделывал. Рисовал шаблоны для поздравительных открыток.
Вскоре после его смерти, в 1931 году, 61 полотно художника сгорело в пожаре мюнхенского Стеклянного дворца. В каталоге работ числится 773 произведения художника.